# Tavrijsk
Tavrijsk (ukrainska: Таврі́йськ uttal (fil); ryska: Таврийск) är en stad i Cherson oblast i södra Ukraina vid floden Dnepr. Här startar Norra Krimkanalen, som anlades för vattenförsörjning till Krim söder om Cherson oblast.
I juli 2022, under Rysslands invasion av Ukraina, hävdade Serhij Brattjuk, talesperson för militären i Odessa, att en rysk general dödats efter att Ukrainska missiler träffat ett ryskt högkvarter i regionen.